# Kula
Kula (bulgară Кула), este un oraș în nord-vestul Bulgariei. Este centrul administrativ al municipalității Kula, parte a Regiunii Vidin. Este situat la est de granița bulgaro-sârbă fiind al treilea cel mai mare oraș din regiune după Vidin și Belogradcic. Kula este situată la 30 de kilometri de Vidin și la 13 kilometri est de punctul de trecere al frontierei Vrașca Ciuca.
Kula se află pe fosta fortăreață romană Castra Martis din Dacia Ripensis, ruinele putând fi văzute și astăzi. Orașul are un muzeu unde pot fi văzute diverse intrumente și obiecte de uz casnic găsite în fortăreață, precum și un model în miniatură a orașului roman. Cea mai importantă industrie locală este cea care se ocupă cu cauciucul și prelucrarea materialelor plastice.

## Demografie
Componența etnică a orașului Kula
     Bulgari (93,3%)
     Romi (2,29%)
     Nicio identificare (4,4%)
     Altele (0,34%)
La recensământul din 2011, populația orașului Kula era de 3.226 locuitori. Din punct de vedere etnic, majoritatea locuitorilor (93,3%) erau bulgari, cu o minoritate de romi (2,29%). Pentru 4,4% din locuitori nu este cunoscută apartenența etnică.